# Thuidium submicropteris
Thuidium submicropteris är en bladmossart som beskrevs av Jules Cardot 1904. Thuidium submicropteris ingår i släktet tujamossor, och familjen Thuidiaceae. Inga underarter finns listade i Catalogue of Life.